# Ekonomická fakulta VŠB-TUO
Ekonomická fakulta (EKF) je jedna ze sedmi fakult Vysoké školy báňské – Technické univerzity Ostrava (VŠB–TUO). Fakulta poskytuje studijní programy v bakalářském, (navazujícím) magisterském i doktorském stupni studia. Studenti jsou vyučováni ve všech úrovních studia formou prezenčního i kombinovaného studia. Fakulta má více než 45 let tradice a desetitisíce úspěšných absolventů. Spolupracuje s řadou podniků a firem.

## Členění
Součástí fakulty jsou tyto katedry:
- Katedra ekonomie
- Katedra managementu
- Katedra marketingu a obchodu
- Katedra účetnictví a daní
- Katedra matematických metod v ekonomice
- Katedra podnikové ekonomiky a práva
- Katedra financí
- Katedra systémového inženýrství a informatiky

## Vedení fakulty
- doc. Ing. Vojtěch Spáčil, CSc. – děkan
- doc. Ing. Lenka Kauerová, CSc. – proděkanka pro studium
- doc. Ing. Aleš Melecký, Ph.D. – proděkan pro vědu, výzkum a doktorské studium
- Ing. Petr Gurný, Ph.D. – proděkan pro internacionalizaci
- Ing. Ivana Vaňková, Ph.D. – proděkanka pro rozvoj a vnější vztahy
- Ing. Kateřina Sokolová – tajemnice

## Významné osobnosti fakulty
- prof. Jindřich Mikeska, DrSc.
- prof. Petr Šnapka, DrSc.
- prof. Václav Jurečka
- prof. Dušan Halásek
- prof. Jan Frait
- prof. Luboš Komárek
- prof. Dušan Marček

## Čestné doktoráty
Čestné doktoráty VŠB-Technické university Ostrava na návrh Vědecké rady Ekonomické fakulty přijali:
- Václav Klaus, bývalý prezident České republiky,
- prof. Jose Maria Caridad y Ocerin[3], University of Cordoba,
- Evžen Tošenovský, poslanec Evropského parlamentu.